# Klecany
Klecany (tyska: Groß Kletzan) är en stad i Tjeckien. Den ligger i regionen Mellersta Böhmen, i den centrala delen av landet, 10 km norr om huvudstaden Prag. Klecany ligger 249 meter över havet och antalet invånare är 3 272 (2016).
Terrängen runt Klecany är platt. Runt Klecany är det mycket tätbefolkat, med 1 754 invånare per kvadratkilometer. Närmaste större samhälle är Prag, 9,8 km söder om Klecany. Trakten runt Klecany består till största delen av jordbruksmark.